# Phalascusa cruciger
Phalascusa cruciger is een insect uit de familie van de vlinderhaften (Ascalaphidae), die tot de orde netvleugeligen (Neuroptera) behoort. 
Phalascusa cruciger is voor het eerst wetenschappelijk beschreven door Banks in 1914.